# 퍼브 플레처
퍼브 플레처(Ferb Fletcher)는 애니메이션 피니와 퍼브의 주인공으로, 매 화마다 등장한다.
단추 달린 셔츠와 허리까지 올라오는 보라색 바지를 입고 있고, 긴 직사각형의 머리와 네모난 코, 계란 모양의 눈과 초록 머리카락을 가진 퍼브 플레처는 피니어스의 의붓형제인 초록머리의 영국계 소년이다. 말보다는 행동으로 보여주는 성격으로 말없이 곤란에 처한 사람을 보면 보는 즉시 도와주는 등 의젓한 면모를 보이기도 한다. 기계 다루는 것에는 천부적인 재능이 있고, 주로 피니어스를 지원한다. 대체적으로 말은 없으나 자신의 주장은 확실히 하는 편이다.가족으로는 삼각형 머리의 이복형제 피니어스 플린, 어머니 린다 플린, 아버지 로렌스 플레처와 누나 캔디스 플린, 애완동물 오리너구리 페리 등이 있다.

## 같이 보기
- 피니와 퍼브
- 피니와 퍼브의 등장인물 목록